# Мепэм, Симон
Симон Мепэм (англ. Simon Mepeham, иначе англ. Meopham или англ. Mepham; 1270-е, Мэфэм, Кент — 12 октября 1333) — архиепископ Кентерберийский (1329—1333).

## Биография
Родился около 1275 года, в 1295 году получил степень магистра искусств в Оксфордском университете и продолжил теологическое образование. Являлся пребендарием Чичестерского собора, в 1328 году ушёл в отставку
11 декабря 1327 года избран кандидатом на занятие кафедры архиепископа Кентерберийского. 25 мая 1328 года избрание утверждено, 5 июня того же года Симон Мепэм рукоположен в епископа в Авиньоне.
В отличие от своих предшественников, имевших научные степени по каноническому и гражданскому праву, Мепэм был доктором теологии — в соответствии с требованиями к епископам, выдвинутыми папой римским Иоанном XXII. Служение Мепэма пришлось на сложный период в английской истории — фактическое правление Изабеллы и Мортимера при молодом Эдуарде III. Документов деятельности Симона Мепэма сохранилось мало, основным источником информации о нём являются хроники монаха аббатства Святого Августина в Кентербери Уильяма Торна и архидиакона из Рочестера Уильяма Дина.
Симон Мепэм стал первым Кентерберийским епископом, получившим по должности, как и архиепископ Йорка, полномочия папского легата — все его преемники вплоть до Реформации сохраняли этот статус автоматически, без всяких специальных решений папы римского.
Вступил в конфликт с аббатством Святого Августина по вопросу юридических прав принадлежащих ему церквей, монахи обратились с жалобой к папе римскому, и тот назначил посредником каноника Солсберийского собора Икериуса де Конкорето. Мепэм отказался от переговоров и удалился в свой замок Слиндон в Суссексе, где отказался принять делегацию монахов, сославшись на болезнь (в стычке со слугами архиепископа пострадал сопровождавший делегацию нотариус). Вследствие неподчинения прелата папа римский Иоанн XXII отлучил его от церкви.